# Le Père de nos pères
Le Père de nos pères est un roman de Bernard Werber, paru en 1998. C'est le premier tome du cycle dit des Aventuriers de la Science.
Dans ce livre, Werber traite des origines de l'Humanité, avec deux nouveaux personnages, Isidore Katzenberg et Lucrèce Nemrod. Il propose une idée alternative et surprenante à la théorie du chaînon manquant dans la chaîne de l'évolution de l'homme.

## Résumé
L'intrigue se déroule en grande partie de nos jours, quand le Professeur Adjemian est assassiné alors qu'il avait trouvé la réponse à la fondamentale question « D'où venons-nous ? ». La jeune journaliste Lucrèce Nemrod couvre l'affaire et décide de découvrir pourquoi le paléontologue a été tué alors même que la police classe l'affaire. Pour son article, Lucrèce demande de l'aide à Isidore Katzenberg, un ancien journaliste scientifique qui vit dans un château d'eau. Ce drôle de personnage partira avec sa collègue en Afrique pour tenter de percer le secret qui coûte la vie de plusieurs personnes tout au long du récit.
Simultanément, une seconde intrigue s'entremêle avec l'enquête des deux journalistes. Cette seconde histoire se passe « Quelque part en Afrique de l'Est. Il y a 3,7 millions d'années. » et retrace la vie d'un homme des cavernes appelé tout simplement « IL » mais qui sera rebaptisé par le lecteur « Adam ».

## Éditions
- Albin Michel, 1998  (ISBN 2-226-10562-X)
- LGF, collection Le Livre de poche, 2000  (ISBN 2-253-14847-4)